# Anthospermum esterhuysenianum
Anthospermum esterhuysenianum är en måreväxtart som beskrevs av Christian Puff. Anthospermum esterhuysenianum ingår i släktet Anthospermum och familjen måreväxter.

## Underarter
Arten delas in i följande underarter:
- A. e. esterhuysenianum
- A. e. hirsutum